# Schreckhorn
Schreckhorn (4078 m n. m.) je hora v Bernských Alpách. Leží na území Švýcarska v kantonu Bern. Tento strmý a obtížně přístupný štít se nachází asi 10 km jihovýchodně od Grindelwaldu. Schreckhorn je nejsevernější alpskou čtyřtisícovkou. Na vrchol je možné vystoupit od Schreckhornhütte (2530 m n. m.m) a Glecksteinhütte (2317 m n. m.). Horu obklopují ledovce Oberer Grindelwaldgletscher a Unterer Grindelwaldgletscher.
Jako první na vrchol vystoupili 16. srpna 1861 Leslie Stephen, Christian Michel, Peter Michel a Ulrich Kaufmann.